# Debi Derryberry
Deborah Demanda Greenberg, conocida profesionalmente como Debi Derryberry, es una actriz estadounidense de doblaje y televisión quién ha proporcionado voces para un gran número de series animadas, anime y videojuegos. Es la voz de Jimmy Neutrón en Jimmy Neutrón: El niño genio y en la serie de televisión del mismo nombre. También ha dado voz a Miércoles en la animada The Addams Family, Jackie en la película El mundo de Bobby y le ha dado voz desde 2001 al personaje de Coco Bandicoot de la saga de videojuegos Crash Bandicoot. En la versión inglesa, ha dado voz a Ryo-Ohki en la serie Tenchi Muyo. Recibió un premio como Mejor Actriz de Comedia en los American Anime Awards y por su trabajo como Zatch en Zatch Bell.
También es conocida por brindarle voz a Draculaura de la Serie Monster High.

## Filmografía

### Animación
- Bobby's World (1990–98) - Jackie
- Taz-Mania (1991–95) - Jake
- The Addams Family (1992) - Wednesday Addams
- Aaahh!!! Real Monsters (1994) - Varios personajes
- Life With Louie (1995) - Jeannie Harper
- What-a-Mess (1995) - Hija
- Jumanji (1996–99) - Judy
- Johnny Bravo (1997) - Varios personajes
- Cow and Chicken (1997) - Varios personajes
- CatDog (1998) - Varios personajes
- Oswald (2001) - Weenie, Catrina, otros personajes
- Jay Jay, el avioncito (2001) - Jay Jay, Savvanah, Herky, Revvin Evan
- Grim & Evil (2001–02) - Varios personajes
- The Adventures of Jimmy Neutron: Boy Genius (2002–06) - Jimmy Neutron, Amber, Nissa, others
- F is for Family (2015-actualidad) - Maureen Murphy
- Fillmore! (2002) - Varios personajes
- Playhouse Disney (2002–07) - Clay (presentador)
- The Jimmy Timmy Power Hour (2004–06) - Jimmy Neutron
- Stroker and Hoop (2004) - Jack's Girl, Miss Squash Casserole
- Danger Rangers (2005) - Emily, Mark
- Jorge, el curioso (2006) - Varios personajes
- Monster High (2010 - 2017) - Draculaura
- TripTank (2014) - Billy
- Be Cool, Scooby-Doo! (2015) - Varios personajes
- Hanazuki: Full of Treasures (2017)
- Buddy Thunderstruck (2017) - Muncie, otros personajes
- Tigtone (2019) - Helpy

### Anime
- Glitter Force - Candy
- Magical Girl Pretty Sammy - Misao Amano/Pixy Misa (Eps. 2 y 3)
- Tenchi Muyo! serie - Ryo-Ohki, Yugi, Reiko, Mitsuki, Mirei, Yura, Voces adicionales
- Stitch! - Warracchi
- Zatch Bell! - Zatch, Zeno -->

### Series de televisión
- Hey Vern, It's Ernest! - Skeeter, Varios
- Get a Life - Seal
- iCarly - Asistente del Director Franklin
- Party of Five - Sra. Pinchon

### Películas

#### Largometrajes
- A Bug's Life - Bebé Maggots
- Aladdin - Voces Adicionales
- Babe - Puppy
- Brother Bear - Voces Adicionales
- Despicable Me 2 - Voces Adicionales
- Dr. Seuss' The Lorax - Voces Adicionales
- Hércules - Voces Adicionales
- Home on the Range - Voces Adicionales
- Horton Hears a Who! - Who Mamá, Voces Adicionales
- Ice Age: The Meltdown - Diatryma Mamá
- Jekyll - Paciente de Cáncer (Real)
- Jimmy Neutrón: El niño genio - Jimmy Neutrón
- Norm of the North - Hija
- Tarzan - Voces adicionales
- The Wild - Voces adicionales
- Toy Story - Trol, Aliens, Voz en Intercom en Pizza Planet, Voces adicionales
- Toy Story 2 - Voces adicionales
- Wreck-It Ralph - Voces adicionales
- The Christmas Chronicles - Fleck

### Videojuegos
- Jimmy Neutron, Boy Genius: El videojuego (2001) - Jimmy, voces adicionales
- Crash Bandicoot 4: La Venganza de Cortex (2001) - Coco
- The Adventures of Jimmy Neutron Vs. Jimmy Negatron (2002) - Jimmy Neutron / Jimmy Negatron
- Crash Twinsanity (2004) - Coco, Dr. Neo Cortex (niño)
- Jimmy Neutron: Attack of the Twonkies (2004) - Jimmy, voces adicionales
- Crash Tag Team Racing (2005) - Coco
- Nicktoons Unite! (2005) - Jimmy Neutron
- Nicktoon Volcano Island (2006) - Jimmy Neutron
- Nicktoons Attack of the Toybots (2007) - Jimmy Neutron
- Crash of the Titans (2007) - Coco, voces adicionales
- Crash: Guerra al Coco-Maníaco (2008) - Coco
- Nicktoons Globs of Doom (2008) - Jimmy Neutron
- Five Nights at Freddy's World (2016) - Chica's Magic Rainbow (Chica del Arcoíris Mágico)
- Crash Bandicoot N. Sane Trilogy (2017) - Coco, Tawna Bandicoot
- Crash Team Racing Nitro-Fueled (2019) - Coco, Baby Coco, Nina Cortex, Pasadena O'Possum
- Guild Wars 2 (2012) - Varios[6]

## Anuncios
- El personaje Speedy (Pron-Tito en Español) en anuncios de Alka-Seltzer[7]
- El personaje Zack Putterman en anuncios de Duracell[7]